# Wurzelhütte

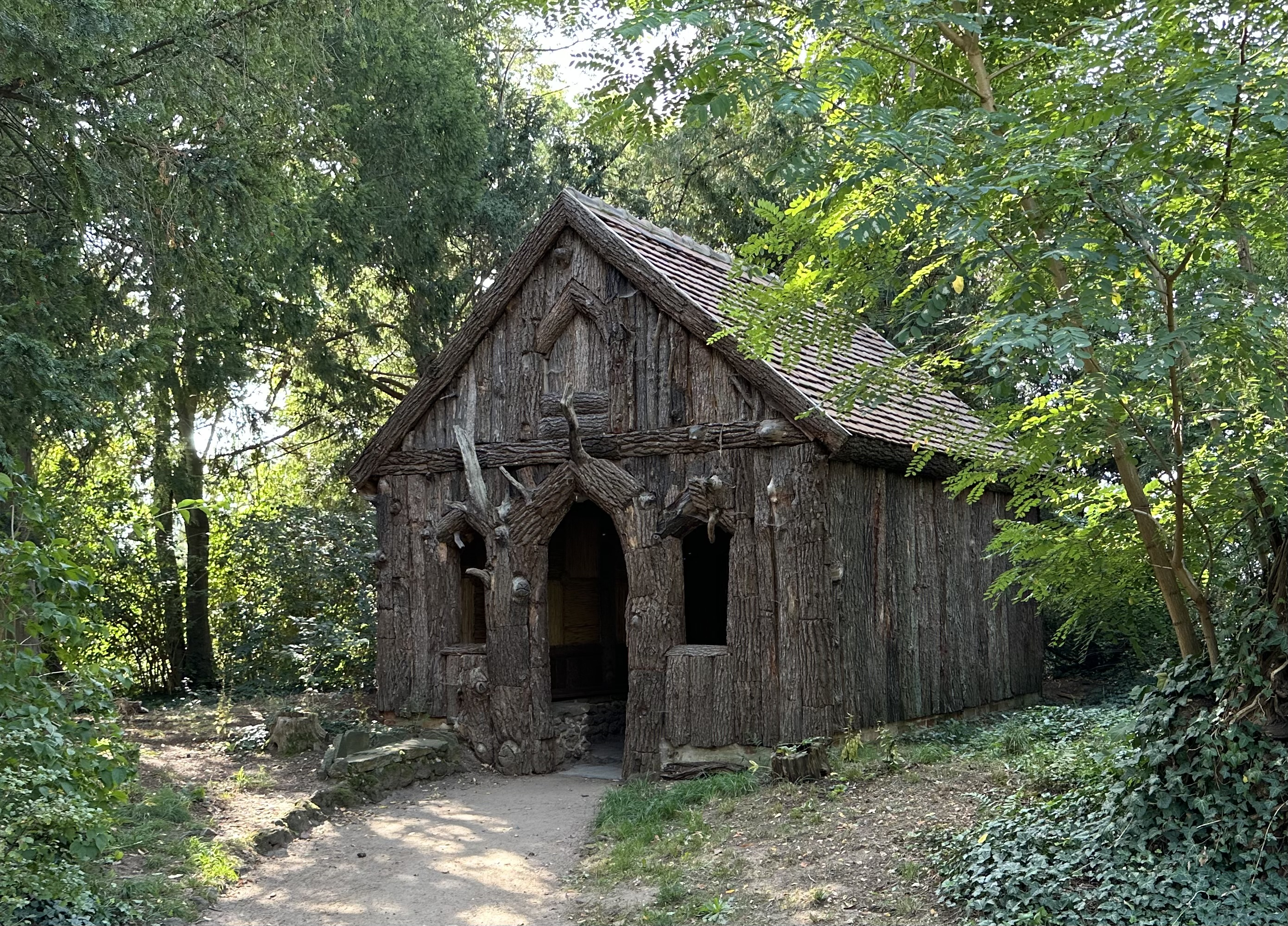
Wurzelhütte, 2023

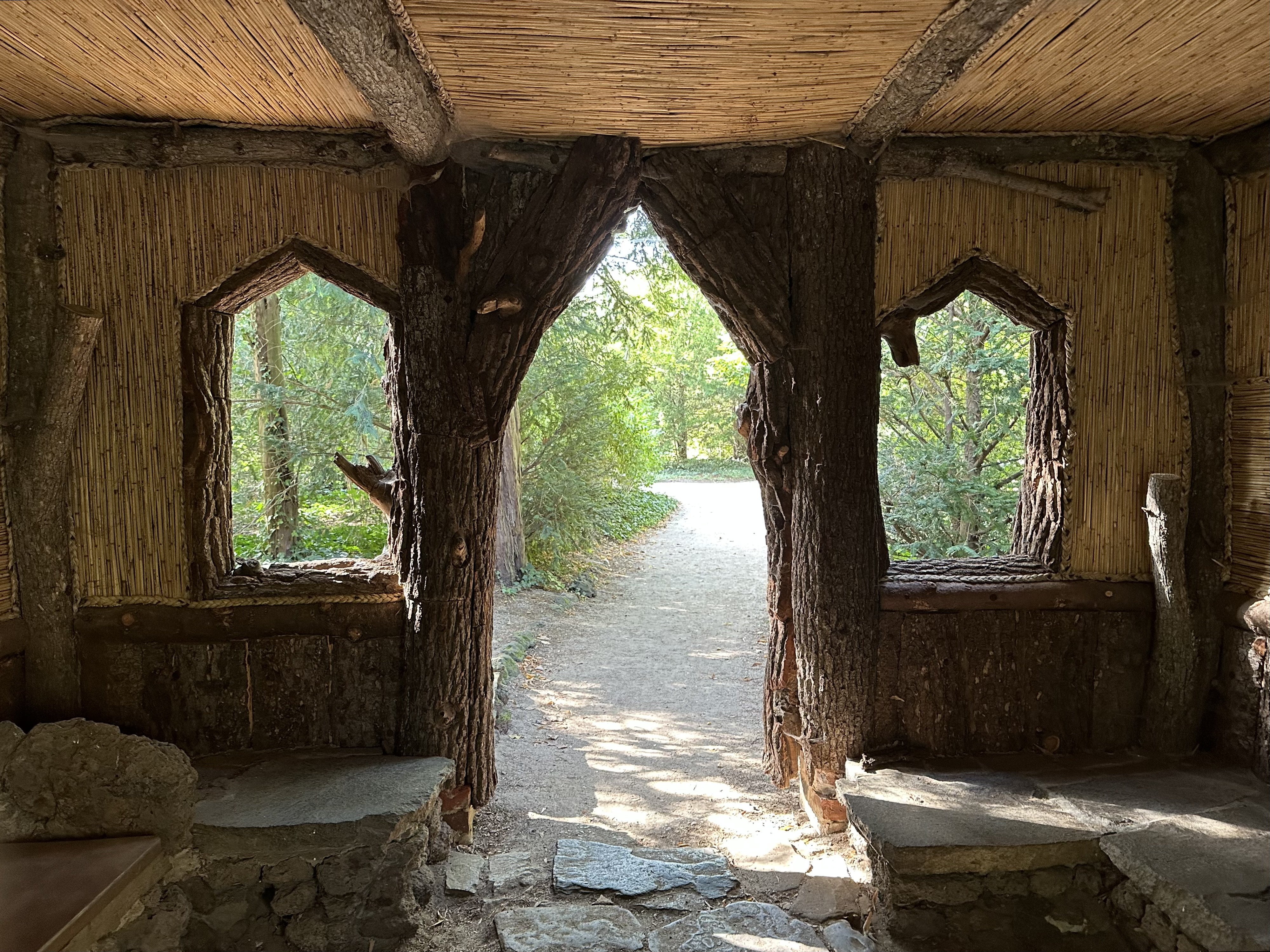
Blick aus der Wurzelhütte

Die Wurzelhütte, auch Borkenhaus, ist eine denkmalgeschützte Laube im Wörlitzer Park in Oranienbaum-Wörlitz in Sachsen-Anhalt.

## Lage
Die Laube befindet sich direkt auf einem Parkweg im östlichen Teil des Parks im Weidenheger, etwas nordöstlich der Amtsfähre.

## Architektur und Geschichte
Die Laube entstand in der Zeit um das Jahr 1785 als gestalterisches Element des Parks. Es gibt Angaben, dass sie auch als Badehaus genutzt wurde. Der Bau wurde als Bohlenhaus errichtet und mit Rindenholz verschalt. Die Fensteröffnung sind als angedeutete Spitzbögen ausgeführt. Durch die Hütte wird ein Parkweg geführt. Im Inneren der Laube befinden sich an allen Seiten steinerne Bänke.
Im Denkmalverzeichnis des Landes Sachsen-Anhalt ist das Gartenbauwerk unter der Erfassungsnummer 094 40509 005 004 als Teilobjekt des Baudenkmals Wörlitzer Park eingetragen.